# 包斯卡城堡
包斯卡城堡是位於拉脫維亞城鎮包斯卡的一個建築群，包括一座較早修建的城堡遺跡，以及之後修建的宮殿建築。包斯卡城堡最初是丘堡，由條頓騎士團的分支立窩尼亞騎士團修建於15世紀。宮殿修建於16世紀。修復工程開始於19世紀。

## 歷史
包斯卡城堡位於穆沙河和內穆內利斯河交匯為利耶盧佩河的狹小半島處。在古代時，這一山丘是瑟米加利亞人要塞的所在地。這裡的第一座石質地建築修建於1443年至1450年期間，由條頓騎士團的分支立窩尼亞騎士團修築。工程一直持續至16世紀末期。城堡的舊部分有一座巨大的瞭望塔，城牆厚3.5公尺。塔下有監獄。
城堡的修建目的是加強騎士團對瑟米加利亞控制，保護和立陶宛大公國的邊界，並控制從立陶宛至里加的貿易路線。包斯卡城堡兼具軍事要塞和行政中心機能。
在1559年的聯盟條約中，立窩尼亞騎士團將城鎮的城堡的主權轉交給波蘭。立窩尼亞騎士團在1562年解體時，里加大主教威廉·馮·勃蘭登堡（Riga Wilhelm von Brandenburg）是這座城堡的所有者。當威廉成為第一任庫爾蘭公爵時，包斯卡城堡轉交給戈特哈德·克特勒，並成為公爵的主要住宅之一。包斯卡城堡在1568年、1590年和1601年舉辦了庫爾蘭和瑟米加利亞公國的議會。在腓特烈公爵統治時期，一個新翼增建於1590年，並在1599年再次擴建，成為一座擁有兩座大型圓塔的住宅。
在瑞典和波蘭-立陶宛聯邦戰爭期間，古斯塔夫二世·阿道夫於1625年9月17日佔領了城堡，並對城堡進行了洗劫。
1706年，在大北方戰爭期間，城堡和宮殿均被撤退的俄羅斯人炸毀，且未有修復。150多年後的1874年，保羅·馮·列文王子（Prince Paul von Lieven）購買了城堡廢墟，並開始修復。

## 現在的包斯卡城堡
立窩尼亞騎士團的所在地現在只剩廢墟。但宮殿部分已經得到完全修復，且在夏季的數月開放參觀。遊客可以參觀城堡和博物館，並在咖啡廳享用美食，且能登上瞭望塔，一覽附近城市和鄉村的全景。

## 外部連結
- 维基共享资源上的相關多媒體資源：包斯卡城堡
- Bauska Castle aerial tour （页面存档备份，存于）
- Pictures of Bauska Castle （页面存档备份，存于）
- The Association of Castles and Museums around the Baltic Sea （页面存档备份，存于）